# US Saint-Malo
US Saint-Malo is een Franse voetbalclub uit Saint-Malo (Bretagne). De club werd in 1902 gesticht onder de naam US Servannaise et Malouine.

## Geschiedenis

### Stichting
Aan het einde van de 19e eeuw richtten Engelse arbeiders van maritieme en commerciële bedrijven uit Saint-Malo een college op. Verscheidene studenten van dat college, niet ver gelegen van de stranden van Saint-Servan, introduceerden er toen een spel dat ze dribbling game noemden. In 1902 richtte de Engelsman John Spruyt de Bay, een ex-speler van Blackpool FC, de club op als US Servannaise et Malouine.

### Amateurtijdperk
De club behaalde haar eerste prijs in 1905, toen het de Comité USFSA de bretagne (later Ligue de l'Ouest) won. Doordat er nog geen Franse competitie was, geldde deze regionale competitie in die tijd als de hoogste divisie. De titel van 1905 werd op merkwaardige wijze gewonnen: nadat de club op de slotspeeldag gelijkspeelde tegen Stade Vannetais telde US Servannaise evenveel punten als rivaal Stade Rennais, maar doordat Stade Vannetais geen verlengingen wilde spelen kreeg US Servannaise alsnog twee punten, waardoor het over Stade Rennais wipte. Ook de titel van 1906 was opmerkelijk te noemen: op één speeldag van het einde werd US Servannaise geschorst, waardoor de club laatste eindigde en Stade Rennais eerste werd. US Servannaise diende hierop klacht in en vroeg om de titelwedstrijd te herspelen. Dat verzoek werd door Stade Rennais afgewezen, waardoor US Servainnaise de titel alsnog kreeg toegewezen.
In het amateurtijdperk leverde US Servannaise een international af aan het Frans voetbalelftal: Ernest Guéguen, een aanvaller die in 1913 een vriendschappelijke interland speelde tegen het Engels amateurvoetbalelftal. Guéguen sneuvelde twee jaar later in de Eerste Wereldoorlog.

### Proftijdperk
US Servannaise was in 1933 een van de stichtende leden van de Division 2. In het seizoen 1933/34 eindigde de club elfde op veertien clubs in de Poule nord, een seizoen later gaf de club forfait en zakte het terug naar het regionale niveau. In 1945 nam de club de naam US Saint-Malo aan.
In 2012 promoveerde de club naar de CFA. In het seizoen 2013/14 dong de club lang mee naar de titel, maar die moest het uiteindelijk aan US Avranches laten. Een andere opmerkelijke prestatie leverde de club twee seizoenen later, door in de Coupe de France door te stoten naar de 1/8e finale (waar het werd uitgeschakeld door Gazélec FCO Ajaccio). Dat was echter niet het beste parcours ooit van Saint-Malo in het Franse bekertoernooi: in 1923/24 haalde de club zelfs de kwartfinale.

## Erelijst
| Competitie        | Aantal | Jaren |
| ----------------- | ------ | --- |
| Ligue de l'Ouest  | 18x    | 1905, 1906, 1907, 1910, 1911, 1912, 1913, 1914, 1921, 1922, 1926, 1929, 1937, 1939, 1950, 1956, 1986, 2009 |
| Coupe de Bretagne | 2x     | 1956, 2005                                                                                                 |

## Bekende (ex-)spelers
- Maxime Le Marchand (jeugd)
- Alex Thépot